# 卡普兰·帕涅什
卡普兰·穆格季诺维奇·帕涅什（羅馬化：Kaplan Mugdinovich Panesh；1974年9月4日—）是俄罗斯政治人物，第八届国家杜马代表。
2000年代初，帕内什开始经商，担任Kubannefteservis LLC的总经理。随后，他在克拉斯诺达尔边疆区和阿迪格的多家工业企业担任过各种职务。2006年，他成为Maykop啤酒厂的总经理。 2011年至2021年，帕内什担任阿迪格共和国国家议会第五届和第六届代表。2021年9月起担任第八届国家杜马代表。

## 制裁
帕涅什于2022年因俄乌战争而受到英国政府制裁。